# Max Ehrhardt (Gewerkschafter)
Max Ehrhardt (* 1895 in Sprottau, Kreis Sprottau, Provinz Schlesien; † 11. September 1968) war ein deutscher Gewerkschafter. Von 1955 bis 1968 war er Richter am Staatsgerichtshof für das Land Baden-Württemberg.

## Leben
Ehrhardt war von 1919 bis 1933 Sekretär des Zentralverbandes der Angestellten in Leipzig und Vorstandsmitglied des Allgemeinen freien Angestelltenbunds für den Bezirk Württemberg-Baden. Am 2. Mai 1933, dem Tag der Zerschlagung der freien Gewerkschaften, wurde er verhaftet und in einem Konzentrationslager interniert. Nach seiner Entlassung lebte er in Stuttgart. 1946 wurde er Mitglied des Zonenausschusses der Gewerkschaften der amerikanischen Besatzungszone. Außerdem wurde er Vorsitzender des Angestelltenverbands Württemberg-Baden und Mitglied des Vorstands des Württembergischen Gewerkschaftsbunds. 1947 wurde er der Leiter des Zonensekretariats der Angestelltenverbände der amerikanischen Besatzungszone. 1948 gründete er die Deutsche Angestellten-Gewerkschaft in der Westzone mit; er wurde Landesverbandsleiter der DAG Württemberg-Baden und Mitglied des Hauptvorstandes der DAG.
Am 22. Juni 1955 wurde Ehrhardt mit 67 von 86 Stimmen vom Landtag von Baden-Württemberg zum Richter in der Gruppe „ohne Befähigung zum Richteramt“ am Staatsgerichtshof für das Land Baden-Württemberg gewählt. Am 19. Mai 1961 wurde er vom Landtag mit 64 von 66 Stimmen in diesem Amt bestätigt. Er amtierte bis zu seinem Tod im September 1968. Zu seinem Nachfolger wurde Dieter Roser gewählt.
1965 wurde Ehrhardt das Große Bundesverdienstkreuz verliehen. 

## Werke
- Aktuelle Probleme der Sozialreform und die Neuordnung der sozialen Leistungen, Stuttgart 1954.